# Comuna Bojîkivți, Derajnea
Bojîkivți (în ucraineană Божиківці) este o comună în raionul Derajnea, regiunea Hmelnîțkîi, Ucraina, formată din satele Bojîkivți (reședința), Radeanske și Șelehove.

## Demografie
Componența lingvistică a comunei Bojîkivți
     Ucraineană (97,76%)
     Rusă (1,68%)
     Alte limbi (0,12%)
Conform recensământului din 2001, majoritatea populației comunei Bojîkivți era vorbitoare de ucraineană (97,76%), existând în minoritate și vorbitori de rusă (1,68%).